# أخطبوطيات (فصيلة)
أخطبوطيات (الإسم العلمي:Octopodidae)، هي فصيلة تتبع رتبة الأخطبوطات، وتحتوي على أغلب أنواع الأخطبوطات المعروفة.